# Almonia lobipennis
Almonia lobipennis is een vlinder uit de familie van de grasmotten (Crambidae), uit de onderfamilie van de Spilomelinae. De wetenschappelijke naam van deze soort is voor het eerst voorgesteld als Dodanga lobipennis door Frederic Moore in een publicatie uit 1886.
De soort komt voor in Sri Lanka.